# William Herbert Fowler
Pour les articles homonymes, voir Fowler.
William Herbert Fowler (28 mai 1856 - 13 avril 1941), également connu sous le nom de Bill Fowler et Herbert Fowler, est un joueur de cricket amateur anglais qui a disputé 26 matchs de cricket de première classe dans les années 1880, principalement pour le Somerset County Cricket Club. C'était un joueur polyvalent, surtout connu pour ses grandes frappes à la batte. Il fut également un célèbre architecte de terrains de golf, et conçut notamment le Walton Heath Golf Club au Royaume-Uni et aux États-Unis.

## Biographie

### Golf
Le cricket a dominé le temps libre de Fowler pendant ses premières années, et il a joué au golf pour la première fois en 1879, à l'âge de 23 ans, après un voyage d'affaires à Bideford, dans le Devon. Un capitaine de la Royal Navy l'emmène sur un parcours à Westward Ho! Il joua avec des clubs empruntés, mais après avoir apprécié le jeu, il devint membre du club et continua à jouer. Il remporte le prix du handicap lors du tournoi d'automne du club, mais ses engagements dans le cricket réduisent son implication dans le jeu au cours des années 1880. Il revint au jeu dix ans plus tard, remportant une médaille à Westward Ho! en jouant en tant que golfeur scratch. Son amélioration fut marquée ; un journal de 1901 la décrivit ainsi : « Il y a quelques années, il était inconnu et comme il a maintenant la quarantaine, ses récents exploits semblent particulièrement brillants. Il conduit presque aussi loin que James Braid, le champion de l'Open ». Il termine 26e ex-æquo de l'Open Championship de 1900 et représente l'Angleterre contre l'Écosse chaque année de 1903 à 1905[15] Il est connu pour être un joueur excentrique, variant souvent la taille des balles et des clubs avec lesquels il joue : « M. Fowler putte parfois avec un fer à repasser mais utilise souvent un maillet qui ressemble à une boîte à sandwich avec un bâton planté au milieu ».
Le beau-frère de Fowler, Sir Cosmo Bonsor, l'a approché en 1899 au sujet de la possibilité d'aménager un parcours de golf sur Walton Heath, dans le Surrey, en Angleterre. Trois ans plus tard, Bonsor achète le terrain et confie à Fowler la tâche de concevoir le parcours. Le premier avis de Fowler est qu'« il n'y a pas grand-chose qui permette de supposer qu'un parcours de première classe puisse être réalisé sur ce terrain [Walton Heath] ». Lorsque le parcours est inauguré en 1904, il connaît un succès immédiat. Il croyait fermement que les parcours devaient suivre les contours du terrain et avoir un aspect naturel, évitant l'utilisation d'« artifices créés par l'homme », estimant que la topographie pouvait mettre à l'épreuve les meilleurs golfeurs du monde de manière tout aussi adéquate. Il avait des opinions bien arrêtées sur de nombreux aspects d'un parcours de golf, y compris les bunkers, qui, selon lui, devaient avoir des pentes graduelles pour permettre à la balle de rouler jusqu'à la base. Ses contemporains ont suggéré qu'il concevait de grands parcours qui favorisaient les gros frappeurs comme lui, mais Fowler a vigoureusement nié cela, affirmant toujours qu'ils étaient conçus dans un souci d'équité. Il a été décrit dans un livre de Bernard Darwin comme « peut-être le plus audacieux et le plus original de tous les architectes de golf, et doué d'un regard inspiré sur la possibilité d'un pays de golf ». En 1913, il redessine le golf de Dieppe-Pourville. Il a conçu un certain nombre d'autres parcours de golf au Royaume-Uni et aux États-Unis, notamment le Crystal Springs Course, le Beau Desert Course et, en 1922, il a redessiné le 18e trou du Pebble Beach Golf Links. Il avait été engagé pour redessiner le Del Monte Golf Course, mais avait également fait quelques suggestions pour moderniser le parcours de Pebble Beach, qui furent ignorées. Cependant, lors d'un championnat en 1921, les propriétaires du parcours ont reçu des plaintes concernant la brièveté du 18e trou et ont demandé à Fowler de résoudre le problème. Il ajouta un peu moins de 200 yards au trou, le transformant d'un par 4 de 379 yards en un par 5 de 548 yards.